# Liste der Landschaftsschutzgebiete im Kreis Unna

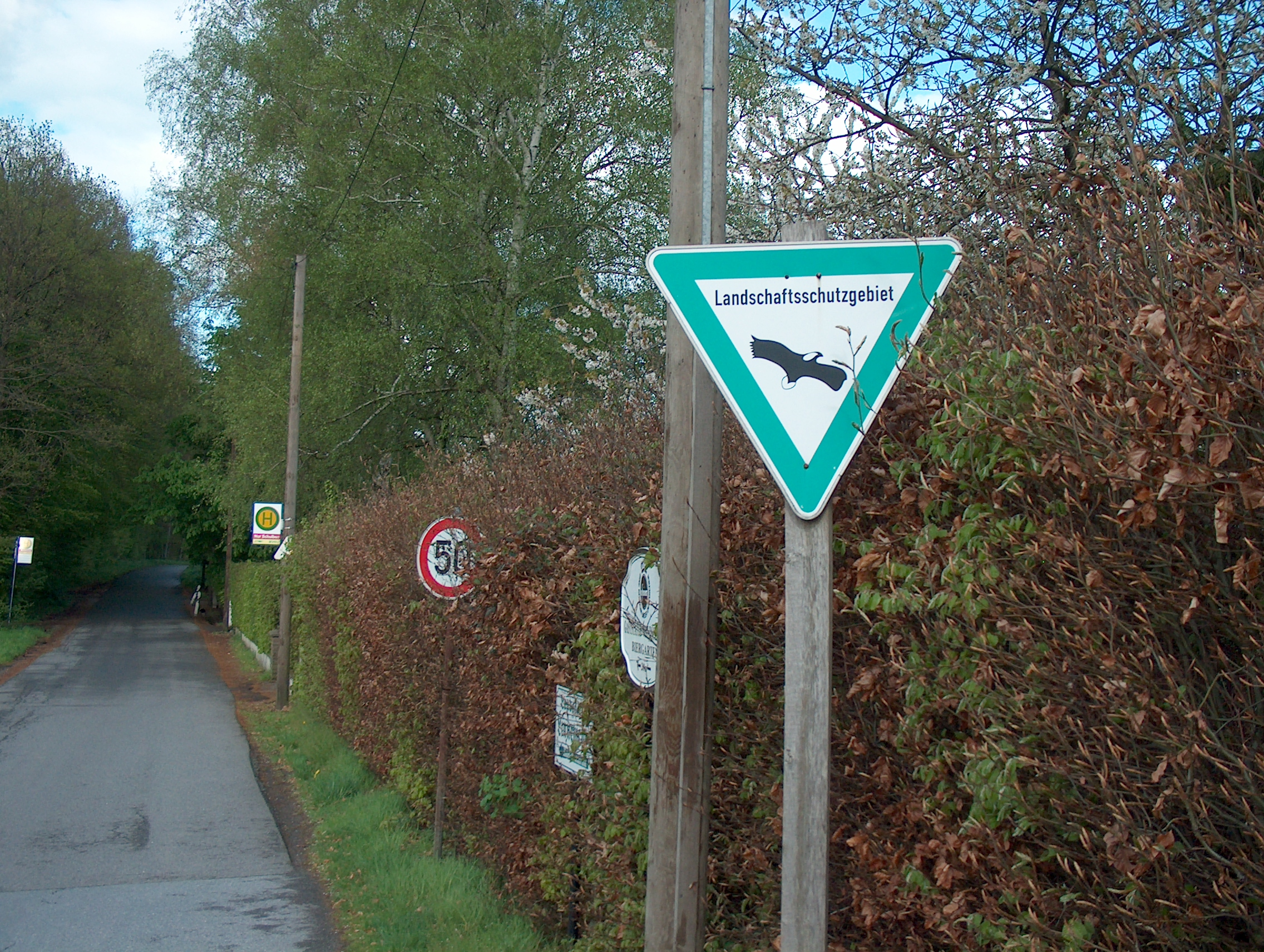
LSG-Schild in Schwerte

Die Liste der Landschaftsschutzgebiete im Kreis Unna enthält die Landschaftsschutzgebiete des Kreises Unna in Nordrhein-Westfalen.

## Liste
| Bild                           | Nummer        | Bezeichnung des Gebietes                                                                              | Fläche in Hektar | WDPA-ID   | Koordinaten | Datum der Verordnung |
| ------------------------------ | ------------- | --- | ---------------- | --------- | ----------- | -------------------- |
|                                | LSG-4210-001  | LSG-Ternsche                                                                                          | 0487,44          | 555560876 | Position    | 1991                 |
|                                | LSG-4210-002  | LSG-Ondrup                                                                                            | 0871,25          | 555560877 | Position    | 1991                 |
|                                | LSG-4210-003  | LSG-Westerfelde                                                                                       | 0815,32          | 555560878 | Position    | 1991                 |
| LSG Passbachniederung          | LSG-4210-004  | LSG-Passbachniederung                                                                                 | 0654,93          | 555560879 | Position    | 1991                 |
|                                | LSG-4211-012  | LSG-Nr. 3                                                                                             | 1500,10          | 555560880 | Position    | 1990                 |
|                                | LSG-4211-014  | LSG-Nr. 5                                                                                             | 0372,47          | 555560881 | Position    | 1990                 |
|                                | LSG-4211-015  | LSG-Nr. 6 und 6a                                                                                      | 1346,51          | 555560882 | Position    | 1990                 |
|                                | LSG-4211-016  | LSG-Nr. 7                                                                                             | 1207,80          | 555560883 | Position    | 1990                 |
|                                | LSG-4310-005  | LSG-Beifang                                                                                           | 0169,24          | 555560939 | Position    | 1991                 |
|                                | LSG-4310-006  | LSG-Altenbork                                                                                         | 0314,02          |           | Position    | 1991                 |
|                                | LSG-4310-007  | LSG-Nr.7 Lippeaue                                                                                     | 0223,52          |           | Position    | 1991                 |
|                                | LSG-4310-008  | LSG-Nr.8 Hassel                                                                                       | 0223,82          | 555560938 | Position    | 1991                 |
|                                | LSG-4310-033  | LSG-Wiewelsholz und Wiederott                                                                         | 0064,22          | 555589607 | Position    | 1985                 |
|                                | LSG-4310-034  | LSG-Sonnenberg, Westerfeld, Stockei                                                                   | 0030,42          | 555560921 | Position    | 1985                 |
|                                | LSG-4310-035  | LSG-Sundern                                                                                           | 0081,65          |           | Position    | 1985                 |
|                                | LSG-4310-036  | LSG-Erlkamp, Im Bruch, Illand, Hanenbrock, Worth, Thiergarten, Geistwinkel, Vennwiese und Schneesberg | 0260,47          | 555589441 | Position    | 1995                 |
|                                | LSG-4310-040  | LSG-Lippeaue                                                                                          | 0105,36          | 555589480 | Position    | 1985                 |
|                                | LSG-4310-041  | LSG-Niederung noerdlich der Lippeaue in Lünen-Alstedde                                                | 0087,85          | 555589491 | Position    | 1985                 |
|                                | LSG-4310-042  | LSG-Waldgebiet suedoestlich der Heikenberg-Siedlung Lünen-Alstedde                                    | 0009,48          | 555560926 | Position    | 1985                 |
|                                | LSG-4310-043  | LSG-Lippeaue nordoestlich der STEAG, Lünen                                                            | 0043,39          | 555560927 | Position    | 1985                 |
|                                | LSG-4310-051  | LSG-Noerdlich des Schwimmbades in Lünen-Brambauer                                                     | 0014,64          | 555589492 | Position    | 1985                 |
|                                | LSG-4310-052  | LSG-Lodenkaempe, Mergelkamp                                                                           | 0034,66          | 555589481 | Position    | 1985                 |
|                                | LSG-4310-053  | LSG-Schwarze Heide, Oelschlag, Telgen, Welschenkamp                                                   | 0037,68          |           | Position    | 1985                 |
|                                | LSG-4310-054  | LSG-Buchenberg, Lünen                                                                                 | 0017,23          |           | Position    | 1985                 |
|                                | LSG-4310-057  | LSG-Talraum des Muehlenbaches                                                                         | 0358,22          | 555560932 | Position    | 1985                 |
|                                | LSG-4310-058  | LSG-Gahmer Berg, Lünen                                                                                | 0205,58          | 555589443 | Position    | 1985                 |
|                                | LSG-4310-064  | LSG-Telgen, Lünen                                                                                     | 0021,38          | 555560931 | Position    | 1985                 |
|                                | LSG-4311-009  | LSG-Cappenberg                                                                                        | 0940,67          | 555560966 | Position    | 1991                 |
|                                | LSG-4311-010  | LSG-Nr. 1                                                                                             | 0089,66          | 555560951 | Position    | 1990                 |
|                                | LSG-4311-011  | LSG-Nr. 2                                                                                             | 0755,55          | 555560952 | Position    | 1990                 |
|                                | LSG-4311-013  | LSG-Nr. 4                                                                                             | 0038,73          | 555560953 | Position    | 1990                 |
|                                | LSG-4311-017  | LSG-Nr. 8                                                                                             | 0040,50          | 555560954 | Position    | 1990                 |
|                                | LSG-4311-018  | LSG-Nr. 9                                                                                             | 0069,65          |           | Position    | 1990                 |
|                                | LSG-4311-019  | LSG-Nr. 10                                                                                            | 0066,27          |           | Position    | 1990                 |
|                                | LSG-4311-020  | LSG-Nr. 11                                                                                            | 0033,23          |           | Position    | 1990                 |
|                                | LSG-4311-021  | LSG-Nr. 12                                                                                            | 0047,06          |           | Position    | 1990                 |
|                                | LSG-4311-022  | LSG-Nr. 13                                                                                            | 0060,18          | 555560955 | Position    | 1990                 |
|                                | LSG-4311-023  | LSG-Nr. 14                                                                                            | 0093,71          | 555560959 | Position    | 1990                 |
|                                | LSG-4311-025  | LSG-Nr. 16                                                                                            | 0013,58          | 555560960 | Position    | 1990                 |
|                                | LSG-4311-026  | LSG-Nr. 17                                                                                            | 0196,56          | 555560958 | Position    | 1990                 |
|                                | LSG-4311-027  | LSG-Nr. 18                                                                                            | 0025,86          | 555560957 | Position    | 1990                 |
|                                | LSG-4311-028  | LSG-Nr. 19                                                                                            | 0020,48          | 555560961 | Position    | 1990                 |
|                                | LSG-4311-029  | LSG-Nr. 20                                                                                            | 0227,73          | 555560962 | Position    | 1990                 |
|                                | LSG-4311-030  | LSG-Nr. 21                                                                                            | 0237,24          | 555560963 | Position    | 1990                 |
|                                | LSG-4311-031  | LSG-Nr. 22                                                                                            | 0039,80          | 555560964 | Position    | 1990                 |
|                                | LSG-4311-032  | LSG-Nr. 23                                                                                            | 0744,74          | 555560965 | Position    | 1990                 |
|                                | LSG-4311-037  | LSG-Im Holt                                                                                           | 0006,26          | 555560941 | Position    | 1985                 |
|                                | LSG-4311-038  | LSG-Hanenbusch, Auf dem Rohr, Pellmer Brok, Hachnei, Meth Feldhecke                                   | 0120,00          | 555589457 | Position    | 1985                 |
|                                | LSG-4311-039  | LSG-Weege, Beckhof                                                                                    | 0028,88          | 555589604 | Position    | 1985                 |
|                                | LSG-4311-044  | LSG-Gelte                                                                                             | 0022,74          | 555589451 | Position    | 1985                 |
|                                | LSG-4311-045  | LSG-Geist, Merschwiese, Hof Schulze Wethmar, Lünen                                                    | 0057,39          | 555589450 | Position    | 1985                 |
|                                | LSG-4311-046  | LSG-Kleine Heide, Lünen-Beckinghausen                                                                 | 0017,85          | 555560945 | Position    | 1985                 |
|                                | LSG-4311-047  | LSG-Boeschung der Bergehalde                                                                          | 0005,58          |           | Position    | 1985                 |
|                                | LSG-4311-048  | LSG-Muehlenfeld, Kaelberkamp                                                                          | 0018,94          |           | Position    | 1985                 |
|                                | LSG-4311-049  | LSG-Noerdlich der Bahnlinie                                                                           | 0029,73          | 555560947 | Position    | 1985                 |
|                                | LSG-4311-050  | LSG-Volkspark Schwansbell, Wesslingholz, Lünen                                                        | 0054,64          | 555589596 | Position    | 1985                 |
|                                | LSG-4311-055  | LSG-Kettelkamp, Sellbrinks Kamp, Gahmer Geist                                                         | 0039,51          | 555589476 | Position    | 1985                 |
|                                | LSG-4312-024  | LSG-Nr. 15                                                                                            | 0073,15          |           | Position    | 1990                 |
|                                | LSG-4410-061  | LSG-Suedlich von Lünen-Brambauer                                                                      | 0035,58          | 555561098 | Position    | 1985                 |
|                                | LSG-4411-059  | LSG-Kollenkamp, Beckacker, Sauerfeld                                                                  | 0012,67          | 555589472 | Position    | 1985                 |
|                                | LSG-4411-060  | LSG-Sundern(Nr. 28)                                                                                   | 0035,88          |           | Position    | 1985                 |
|                                | LSG-4411-062  | LSG-Volkspark Lünen-Süd                                                                               | 0021,20          | 555561117 | Position    | 1985                 |
|                                | LSG-4411-064  | LSG-Kreis Unna                                                                                        | 0994,84          |           | Position    | 1984                 |
|                                | LSG-4411-065  | LSG-Am Oelpfad                                                                                        | 0049,57          | 555561120 | Position    | 1994                 |
|                                | LSG-4411-066  | LSG-Holzwickeder Bachtal                                                                              | 0245,50          | 555561121 | Position    | 1994                 |
|                                | LSG-4411-067  | LSG-Soelder Holz                                                                                      | 0127,59          | 555561122 | Position    | 1994                 |
|                                | LSG-4411-068  | LSG-Ostendorfer Buesche                                                                               | 0226,88          | 555561123 | Position    | 1994                 |
|                                | LSG-4411-073  | LSG-Kurler Busch-Ost                                                                                  | 0077,25          | 555561118 | Position    | 1995                 |
|                                | LSG-4411-074  | LSG-Koernebachtal                                                                                     | 0709,81          | 555561119 | Position    | 1995                 |
|                                | LSG-4412-0001 | LSG-Froendenberg-Ost                                                                                  | 0802,63          | 555554202 | Position    | 2002                 |
|                                | LSG-4412-0002 | LSG-Grosse und kleine Wand                                                                            | 0187,57          | 555554203 | Position    | 2002                 |
|                                | LSG-4412-0003 | LSG-Ostfeld                                                                                           | 0159,74          | 555554204 | Position    | 2002                 |
|                                | LSG-4412-0004 | LSG-Hellwegboerde                                                                                     | 0510,18          | 555554205 | Position    | 2002                 |
|                                | LSG-4412-0005 | LSG-Froemern-Ost                                                                                      | 0192,57          | 555554206 | Position    | 2002                 |
|                                | LSG-4412-0006 | LSG-Strickherdicke-Ost                                                                                | 0405,12          | 555554207 | Position    | 2002                 |
|                                | LSG-4412-075  | LSG-Rottum-Boegger-Borde                                                                              | 1134,65          | 555561137 | Position    | 1995                 |
|                                | LSG-4412-076  | LSG-Hohe Ridde-Heerener Holz                                                                          | 0183,46          | 555561138 | Position    | 1995                 |
|                                | LSG-4412-077  | LSG-Osterboener-Fliericher Boerde                                                                     | 2005,68          | 555560967 | Position    | 1995                 |
|                                | LSG-4511-001  | LSG-Das Ohl-Brauck                                                                                    | 0245,05          | 555561301 | Position    | 1998                 |
|                                | LSG-4511-0017 | LSG-Altendorf                                                                                         | 0242,13          | 555561292 | Position    | 2002                 |
|                                | LSG-4511-0018 | LSG-Ruhrtal-West                                                                                      | 0175,76          | 555561293 | Position    | 2002                 |
| LSG Holzen-West mit dem Drüfel | LSG-4511-002  | LSG-Holzen-West                                                                                       | 0060,07          | 555561284 | Position    | 1998                 |
|                                | LSG-4511-003  | LSG-Wannebachtal                                                                                      | 0087,64          | 555561285 | Position    | 1998                 |
| LSG Ebberg-Westhofen           | LSG-4511-0010 | LSG-Ebberg-Westhofen                                                                                  | 0177,45          | 555561286 | Position    | 1998                 |
|                                | LSG-4511-005  | LSG-Wittenkamp-Ruhrtal                                                                                | 0106,92          | 555561287 | Position    | 1998                 |
|                                | LSG-4511-006  | LSG-Ruhrtal-West                                                                                      | 0121,32          | 555561288 | Position    | 1998                 |
| LSG Schwerter Wald             | LSG-4511-007  | LSG-Schwerter Wald                                                                                    | 0306,77          | 555561283 | Position    | 1998                 |
|                                | LSG-4511-008  | LSG-Schwerte-Ost                                                                                      | 0343,40          | 555561290 | Position    | 1998                 |
|                                | LSG-4511-009  | LSG-Ruhrtal-Ost                                                                                       | 0218,35          | 555561291 | Position    | 1998                 |
| LSG Ruhrtal-Mitte              | LSG-4511-010  | LSG-Ruhrtal-Mitte                                                                                     | 0202,36          | 555561299 | Position    | 1998                 |
|                                | LSG-4511-011  | LSG-Raum Beckhausen                                                                                   | 0033,78          | 555561298 | Position    | 1998                 |
|                                | LSG-4511-013  | LSG-Boerstinger Berg                                                                                  | 0226,76          | 555561300 | Position    | 1998                 |
|                                | LSG-4511-014  | LSG-Kreuzschlenke-Halstenberg                                                                         | 0493,80          | 555561297 | Position    | 1998                 |
|                                | LSG-4511-015  | LSG-Buerenbruch-Reingsen                                                                              | 0344,12          | 555561302 | Position    | 1998                 |
|                                | LSG-4511-016  | LSG-Stueppenberg-Ergste                                                                               | 0379,27          | 555561296 | Position    | 1998                 |
|                                | LSG-4511-069  | LSG-Ostendorfer Feld                                                                                  | 0132,47          | 555561278 | Position    | 1994                 |
|                                | LSG-4511-070  | LSG-Kellerkopf                                                                                        | 0221,91          | 555561279 | Position    | 1994                 |
|                                | LSG-4511-071  | LSG-Zu der Kruemnde                                                                                   | 0066,80          | 555561280 | Position    | 1994                 |
|                                | LSG-4511-072  | LSG-Ruhraue                                                                                           | 0023,12          | 555561281 | Position    | 1994                 |
|                                | LSG-4512-0001 | LSG-Ruhrtal-Ost                                                                                       | 0192,23          | 555554490 | Position    | 2002                 |
|                                | LSG-4512-0002 | LSG-Froendenberg-Nord                                                                                 | 0621,68          | 555554491 | Position    | 2002                 |
|                                | LSG-4512-0003 | LSG-Dellwig-Nord                                                                                      | 0093,79          | 555554492 | Position    | 2002                 |
|                                | LSG-4611-003  | LSG-Weisched                                                                                          | 0172,85          | 555561289 | Position    | 1998                 |